# Watchfield
Watchfield est un village et une paroisse civile de l'Oxfordshire, en Angleterre. Il est situé dans le sud-est du comté, à 5 km au sud-est de la ville de Highworth. Administrativement, il relève du district du Vale of White Horse. Au recensement de 2011, il comptait 3 429 habitants.
Historiquement situé dans le Berkshire, Watchfield est transféré à l'Oxfordshire en 1974, en vertu du Local Government Act 1972, comme les autres paroisses civiles de l'ancien district rural de Faringdon.

## Étymologie
Watchfield provient du vieil anglais feld, désignant un terrain ouvert. La première moitié du toponyme correspond au nom du propriétaire de ce terrain, qui pourrait être *Wæcel or *Wæccīn’. Il est attesté sous la forme Wæclesfeld dans une charte de 930, puis Wachenesfeld dans le Domesday Book, à la fin du XIe siècle.